# Norra Vedbo kontrakt
Norra Vedbo kontrakt var ett kontrakt i Linköpings stift inom Svenska kyrkan. Kontraktet uppgiick omkring 1992 i Vedbo och Ydre kontrakt

## Administrativ historik
Omkring 1689 lydde kontrakten under prosten på Visingsö. 
Lista över församlingar i Norra Vedbo kontrakt.
- Bredestads församling
- Askeryds församling
- Marbäcks församling
- Bälaryds församlings
- Frinnaryds församling
- Lommaryds församling
- Vireda församling
- Haurida församling
- Linderås församling
- Adelövs församling
- Säby församling

## Kontraktsprostar
| Verksam   | Namn                          | Levnadstid | Övrigt                             |
| --------- | ----------------------------- | ---------- | ---------------------------------- |
| 1358      | Kanutus                       |            | Kyrkoherde i Säby församling.      |
| 1382      | Petrus                        |            | Kyrkoherde i Linderås församling.  |
| 1468      | Habbard                       |            | Kyrkoherde i Säby församling.      |
| 1547      | Kanutus                       |            | Kyrkoherde i Lommaryds församling. |
| 1593–1600 | Johannes Andreæ Linderosensis | 1550–1600  | Kyrkoherde i Säby församling.      |
| 1626–1642 | Petrus Sporrenius             | –1644      | Kyrkoherde i Säby församling.      |
| 1648–1672 | Olaus Nicolai Marelander      | –1672      | Kyrkoherde i Säby församling.      |
| 1672–1676 | Andreas Andori Kylander       | –1679      | Kyrkoherde i Lommaryds församling. |
| 1676–1681 | Magnus Livin                  | 1622–1681  | Kyrkoherde i Säby församling.      |
| 1681–1689 | Petrus Svenonis Wadstenius    | 1627–1689  | Kyrkoherde i Askeryds församling   |
| 1690–1701 | Ericus Erici Styrenius        | 1622–1701  | Kyrkoherde i Säby församling.      |
| 1702–1720 | Zacharias Ståhl               | 1662–1720  | Kyrkoherde i Lommaryds församling. |
| 1720–1757 | Bothvidus Livin               | 1681–1757  | Kyrkoherde i Säby församling.      |
| 1757–1763 | Jöns Meurling                 | 1703–1778  | Kyrkoherde i Askeryds församling.  |
| 1763–1767 | Jonas Tranberg                | 1704–1767  | Kyrkoherde i Säby församling.      |
| 1768–1786 | Ericus Laurentii Kinnander    | 1702–1768  | Kyrkoherde i Lommaryds församling. |
| 1787–1801 | Anders Sefvelin               | 1741–1816  | Kyrkoherde i Säby församling.      |
| 1801–1808 | A. Nordvall                   |            | Kyrkoherde i Marbäcks församling.  |
| 1809–1827 | Adolph Nymansson              | 1750–1827  | Kyrkoherde i Lommaryds församling. |
| 1827–1839 | Anders Hagert                 | 1768–1839  | Kyrkoherde i Linderås församling.  |
| 1839–1855 | Nils Fredrik Gladheim         | 1787–1855  | Kyrkoherde i Marbäcks församling.  |
| 1982–1984 | Lars Strandh                  | 1937–      | Kyrkoherde i Säby församling.      |